# Stazione di Bova Marina
Stazione di Bova Marina vasútállomás Olaszországban, Calabria régióban, Bova Marina településen.

## Vasútvonalak
Az állomást az alábbi vasútvonalak érintik:
- Jonica-vasútvonal

## Kapcsolódó állomások
A vasútállomáshoz az alábbi állomások vannak a legközelebb:
- Stazione di Palizzi
- Stazione di Condofuri